# 血腥星期日 (1939年)

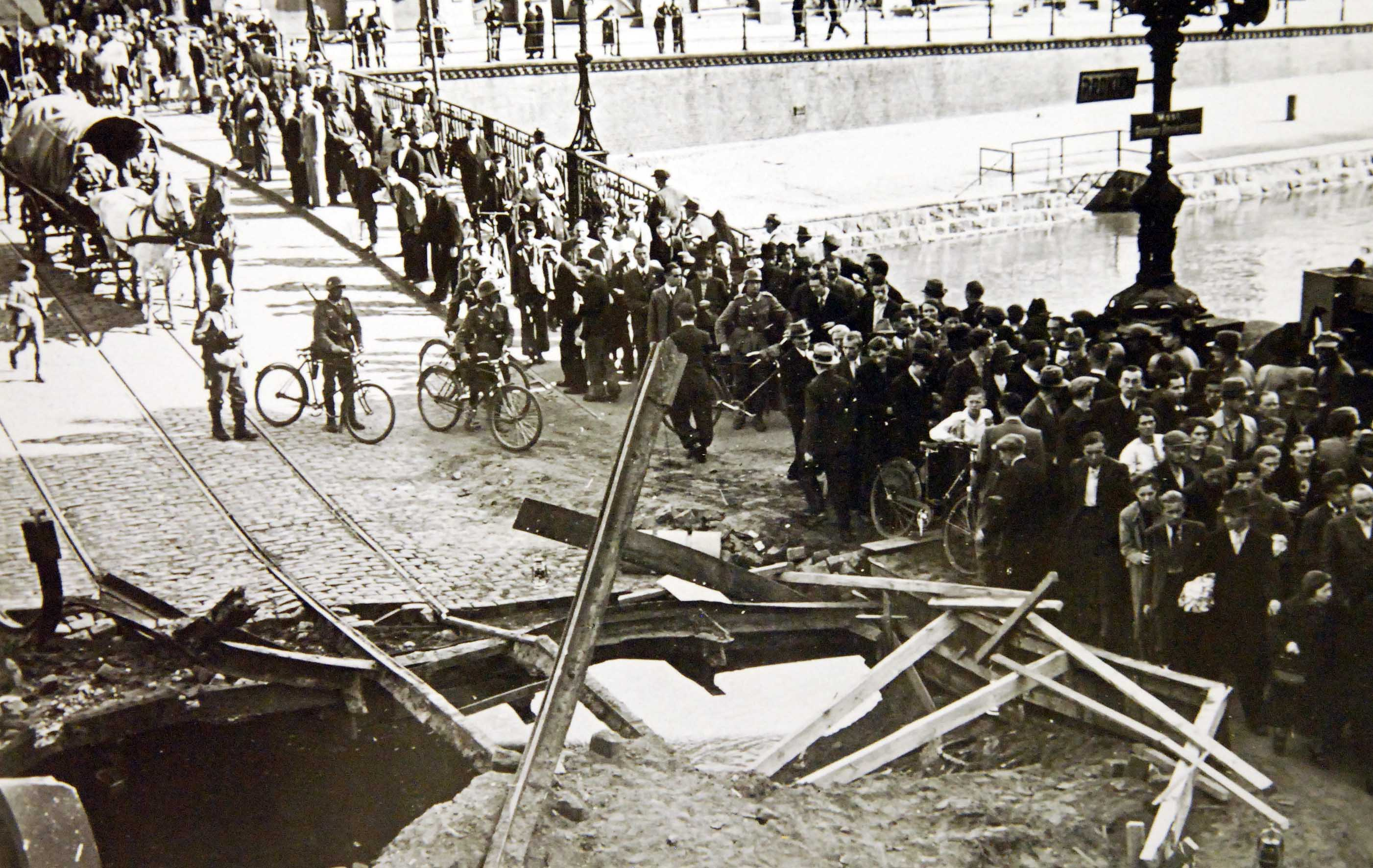
布龙贝格，德军和被俘的波兰人

布龙贝格血腥星期日（德語：Bromberger Blutsonntag）是指第二次世界大战初期波兰人屠杀德裔平民的事件。1939年9月3日，德国入侵波兰后的第三天，布龙贝格（今波兰比得哥什）大批德裔平民被残酷杀害。事件中德裔平民被屠杀的数字一直存在很大争议。德国占领波兰后，以此次事件为借口，对波兰人展开了报复行动。

## 背景
布龙贝格1331年-1337年被条顿骑士团占领，后来被国王卡西米尔三世收复，并于1346年4月19日授予比得哥什成为城市的权利。该市日后涌进了很多德国人和犹太人。长期受条顿骑士团和波兰共同影响。
在1772年成为普鲁士王国一部分，从1870年开始隶属德意志帝国，直到第一次世界大战结束。1920年的凡尔赛条约将该地割给波兰。尽管有大量德裔平民迁离，到1939年大战爆发时，仍有大约10,000名德裔居住在该地。

## 血腥星期日

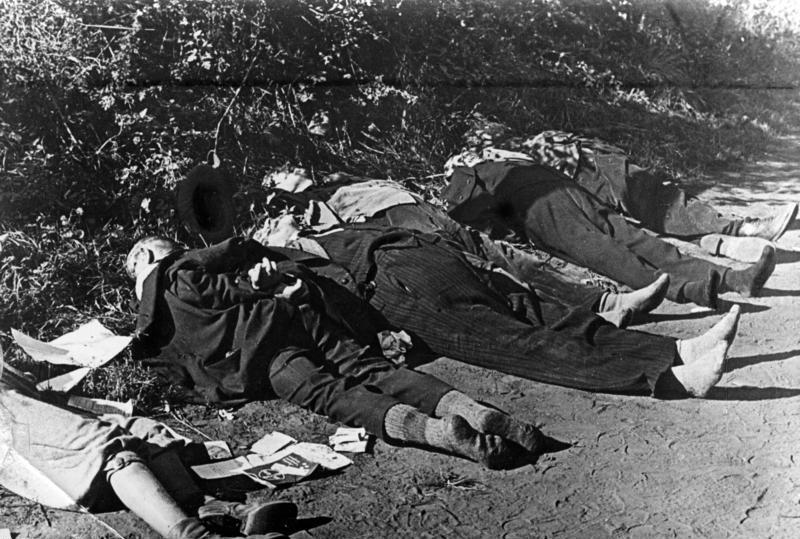
被杀害的德裔

1939年9月后发生在比得哥什的事件的详情目前还并不清楚。根据波兰人最初的说法，事件源于德裔破坏组织在战线后攻击波兰军队的活动。一支撤退的波兰军队在途经比得哥什时，遭到德裔非正规武装，包括狙击手的攻击。据一位英国目击者指称，一支撤退的波兰炮兵部队被德裔民居中的枪手枪击，他们进行还击，并被新教教堂中射出的子弹打死。双方在混战中都有人员伤亡，被俘的德裔便衣武装人员被当场处决，同时传出了大量私刑。波兰政府在2004年的调查结论是，波兰军队确实遭到了德裔人员的枪击，约40－50名波兰人和100－300名德意志人被打死。
德国占领当局在1939－1940年的调查结论认为，事件是蔓延在波兰溃军中的惊恐和混乱造成的。德国国防军调查了被俘的波兰士兵，比得哥什市和周围村庄的德意志人及波兰平民。此外，受害者的尸体被挖掘出来，对死亡原因和枪击因素都进行了评估。根据这一调查，一队波兰士兵听到枪声后，被派去调查情况。当地驻军告诉其士兵，德裔军民并没有破坏或攻击举动。然而，无序撤退的士兵和不断增加的德军空袭激化了当地的种族关系，并导致了波兰正规军士兵和当地波兰人的过激行动。

## 德国的报复

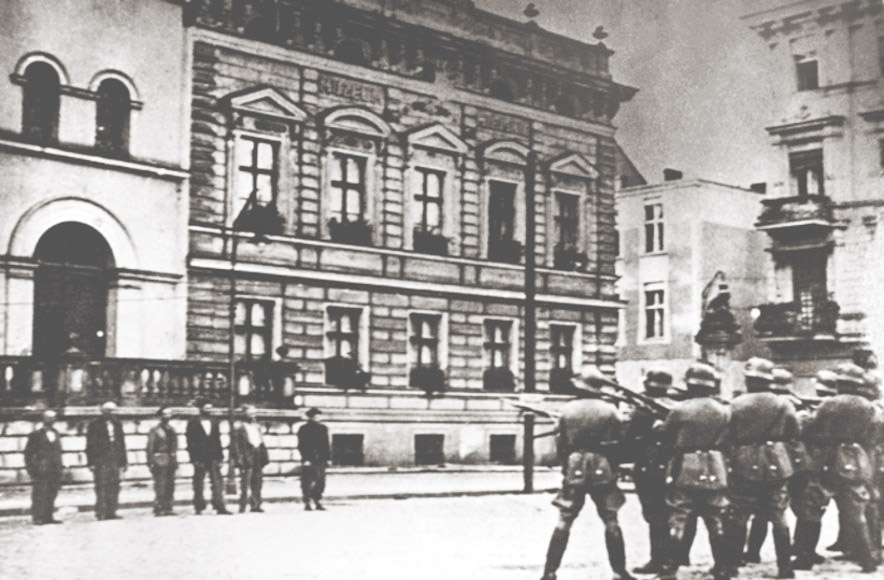
德国人入城后的报复

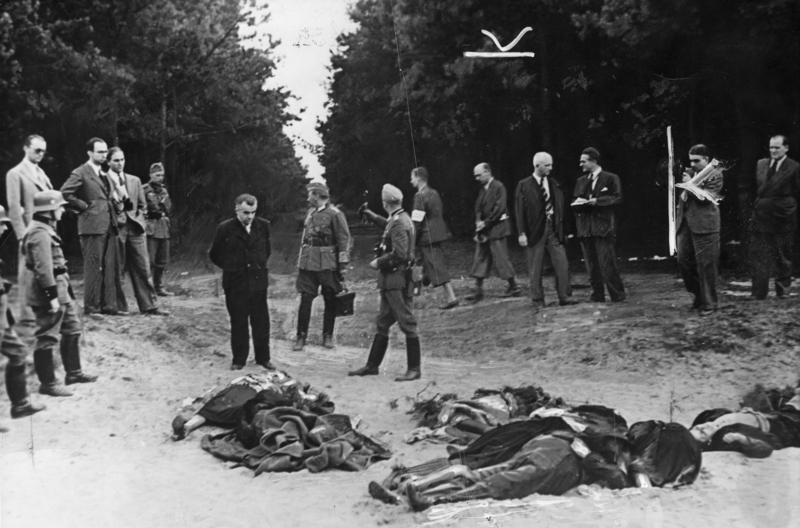
德国国防军士兵、记者以及血腥星期日的受害者，站在被处决的波兰人尸体前

这一事件被纳粹描述为波兰针对德国人最严重的暴行，并作为波兰大规模迫害德国人的暴行证据之一进行宣传。这一事件也成为日后希特勒对波兰占领并实行种族清洗的借口。
事件发生后不久，德军就占领了这座城市。根据德国历史学家克里斯蒂安·弗伦茨（Christian Raitz von Frentz）的研究，有876名波兰人接受了审判，当年年底前，有87名男性和13名女性被判处死刑。波兰历史学家切斯瓦夫·馬達吉奇克（Czesław Madajczyk）认为，有120人因血腥星期日被判处死刑，另有20人因打伤1名德军士兵被判处死刑。
根据一份德方描述，波兰狙击手在比得哥什市攻击了德国军队。随后几日，当地德国长官瓦尔特·布莱默（Walter Braemer）将军命令处决了80名波兰人。到9月8日，有大约200－300名波兰人被处死。
有许多波兰人，尤其知识分子和犹太人被驱逐或当场杀死。波兰方面认为，在德军占领期间，共有20,000名当地波兰居民（当地人口的14％）被处死或死在集中营。

## 学术界争论
事件中德裔平民被屠杀的数字一直存在很大争议，波兰方面只承认有100－300名德裔平民被杀害。
德国方面则认为大约1,500名德裔平民在这一事件中被杀害。事件只是波兰人对德裔平民攻击的开端。据1939年德国外交部文件，在这些事件中共有4,000名德国人死亡。Hans Roos 则认为有超过7,000人死亡。